# Aeroportul Ocala
Aeroportul Ocala (IATA: OCF, ICAO: KOCF, FAA LID: OCF) este un aeroport din Florida, Statele Unite ale Americii ce deservește zona Ocala⁠(d). Aeroportul a fost tranzitat în 2019 de 162 de pasageri. A fost numit după zona deservită.
Situat la o altitudine de 27 m, aeroportul dispune de 2 piste.

## Infrastructură

### Piste
Aeroportul dispune de 2 piste. Pista 08/26 are suprafața de asfalt și dimensiunile 3.009 picioare × 50 picioare. Pista 18/36 are suprafața de asfalt și dimensiunile 7.467 picioare × 150 picioare. 